# Ваксельдорн
Ваксельдорн (нем. Wachseldorn) — коммуна в Швейцарии, в кантоне Берн. 
Входит в состав округа Тун. Население составляет 241 человек (на 31 декабря 2006 года). Официальный код — 946.